# Dysmetria
Dysmetria – objaw neurologiczny występujący przy uszkodzeniach móżdżku lub nerwów przewodzących informację czuciową z proprioreceptorów. Polega na niemożności zahamowania ruchu w dowolnym momencie. Określana również jako niezdolność do prawidłowej oceny odległości.
Hipermetria i hipometria to odpowiednio przecenianie i niedoszacowanie odległości.

## Klasyfikacja ICD10
| kod ICD10     | nazwa choroby                                     |
| ------------- | ------------------------------------------------- |
| ICD-10: R27   | Inne zaburzenia koordynacji ruchów                |
| ICD-10: R27.0 | Ataksja, nieokreślona                             |
| ICD-10: R27.8 | Inne i nieokreślone zaburzenia koordynacji ruchów |